# U-5TS
El U-5TS (índice GRAU: 2A20) es un cañón de tanque de 115 mm producido entre 1959 y 1989 tanto en la Unión Soviética como en otros países (bajo licencia, o sin ella), que ha sido montado únicamente en los tanques soviéticos T-62, así como en sus copias. Fue el primer cañón de ánima lisa diseñado para tanques y anunció el cambio de los cañones estriados como armamento principal de los tanques. 

## Historia
Mientras que los tanques T-54/T-55 empezaban a reemplazar a los T-34 en el Ejército Rojo en la década de 1950, se observó que los tanques estándar de la OTAN de la época - el Centurion y el M48 Patton - tenían un blindaje que era demasiado pesado para ser penetrado por la munición existente para el cañón D-10T de 100 mm que llevaban los nuevos tanques. Los soviéticos se pusieron a diseñar un nuevo tanque "pesado" que fue requerido para complementar a los otros tanques ofreciendo apoyo y una mayor capacidad antiblindaje.

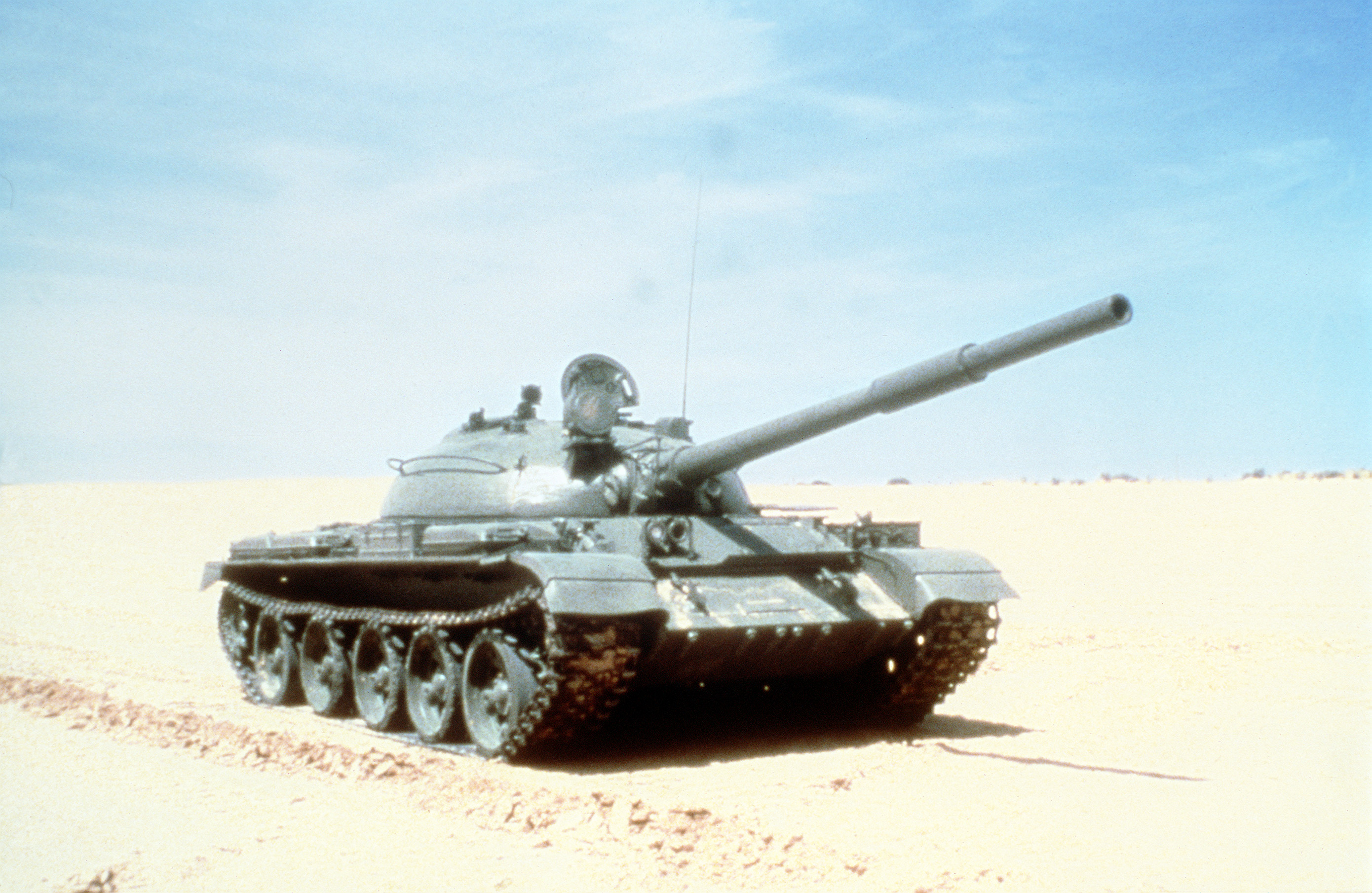
Un T-62 con cañón U-5TS, en el US NTC.

El nuevo tanque, el T-62 iba a ser equipado con un nuevo cañón de ánima lisa - que permite una mayor velocidad y una mayor penetración de blindaje mediante proyectiles cinéticos - basado en un agrandamiento del cañón antitanque 2A19 que había entrado en producción en 1995. El nuevo cañón, denominado U-5T, podía penetrar 300 mm de blindaje homogéneo laminado vertical a una distancia de 1.000 m,
El cañón U-5TS fue desarrollado en la oficina de diseño OKB-9, en la Fábrica de Artillería N.º 9 de Sverdlovsk para el T-62. Entró en servicio en 1961 y su producción se mantuvo en países como Checoslovaquia, Irán y Corea del Norte. Su producción en Corea del Norte es discutida, ya que se fabricó usando técnicas de ingeniería inversa. Usa municiones de tipo APDS, HEAT, HE, así como misiles de la época en que fue diseñado, no pudiendo disparar misiles más modernos.

## Descripción
Los componentes principales en el modelo 2A20 son: Un tronco o recalce, que consiste en un tubo, que se fija a la parte de caja de la camornera y el eyector, situado a una distancia de 2.050 mm desde la boca del tubo. 
Para aumentar la eficacia del purgado de los gases del cilindro, la posición de los orificios de la válvula de bola y la boquilla han sido cambiadas hacia atrás para evacuar masivamente los gases de la detonación. En el arma utilizada horizontalmente la puerta y el resorte de tipo semiautomático se acomodan en la cuña de la brecha del cañón. El mecanismo de disparo consta de un obturador eléctrico que acciona la unidad de disparo al pulsar un botón en el mango del estabilizador. También existe un mecanismo en forma de doble fiador, que se encuentra en el volante polipasto para en caso de que el artillero resultase lesionado. El descenso es de tipo manual, y se acciona con la manija ubicada en el panel izquierdo del mango del mecanismo de tiro. El grupo receptor se une a la cuna en un diseño tipo cuñado, que se fija soldado y está construido en forma de artesa seccionada en mitades. Algunos modelos utilizan la cuna moldeada para el 2A20. Para instalar el elevador se dispone en la cuna de algunos puntos en el sector de la derecha. En el clip de municiones se han fijado cilindros hidráulicos como los dispositivos de atenuación del retroceso del culote.
La principal diferencia con el cañón 2A21 al 2A20 fue la introducción de cartuchos de carga seccionada. Los componentes principales en el 2A21 eran: un tronco, que consiste en un tubo largo de 52,6 calibres que se fija a la parte de la caja de la camornera y el eyector. En el arma son utilizadas unas cuñas horizontales y otras de tipo semi-redondeado; que permiten el tiro en modo semiautomático. El mecanismo de activación se compone de un sistema de descenso mecánico mediante el uso de un dispositivo electro-activado. El escape de gases se dispone en el lado izquierdo de la rejilla de protección del casete de cartuchos. El percutor se activa pulsando el botón en el estabilizador o con el mando suplente para automatizar el montacargas del cañón. El grupo receptor se une al diseño tipo cuna receptora, el cual está soldado junto al eyector de vainas del grupo de disparo. Abajo de este, en las barras de la cuna de las barras de acción hidráulica, se han fijado unos dispositivos de retroceso hidráulico y un pistón recuperador hidroneumático. La longitud máxima de retroceso al disparar el cañón es de 320 milímetros.

## Munición
Otro inicio con este cañón fue el empleo de municiones APFSDS, en donde los primeros proyectiles 3VBM-1 empleaban penetradores de acero. El continuo desarrollo de este tipo de munición para este cañón condujo a una variedad de diseños de penetradores y materiales, donde el modelo final, el 3UBM-13, emplea uranio empobrecido. Según la anterior doctrina militar soviética y la actual doctrina militar rusa, se ha desarrollado un misil antitanque guiado, el 9K118 Sheksna, para su empleo en el cañón U-5TS del T-62. También están disponibles municiones HEAT y HE-FRAG para este cañón.
Debido a la baja altura del T-62 - de acuerdo con los conceptos soviéticos de diseño de tanques de la época - la cadencia de disparo del U-5TS se podría ver afectada, cargadores con experiencia sin embargo fácilmente lograban un ritmo de fuego de 10 disparos por minuto. Otro inconveniente fue que cada vez que se dispara el cañón, su caña se eleva totalmente para eyectar y el motor del mecansimo de rotación de la torreta se detiene durante el proceso. Esto afectó mucho las capacidades de rastreo y disparo rápido del tanque. Este defecto se corrigió en versiones posteriores del tanque, manteniéndose la mira en el blanco mientras el cañón se elevaba para la recarga y volver luego a la posición de la mira.

## Usuarios

### Constructores
- Unión Soviética
- Checoslovaquia
- Corea del Norte

### Usuarios con T-62

#### Actuales
- Argelia
- Angola
- Corea del Norte - Equipado en el Ch'onma-ho.
- Cuba
- Egipto
- Eritrea
- Etiopía
- Irán
- Israel
- Kazajistán
- Libia
- Mongolia
- Siria
- Uzbekistán
- Vietnam
- Yemen

#### Anteriores
- Unión Soviética
- Afganistán
- Bielorrusia
- Bulgaria
- Irak
- Polonia
- Rusia
- Ucrania
- Tayikistán
- Turkmenistán